# Hernán Mejía de Mirabal
Hernán Mejía de Mirabal (Sevilla, España, 1531 - Sevilla o Madrid, España], 1596) fue uno de los más activos conquistadores castellanos del Tucumán durante la segunda mitad del siglo XVI. Durante cuarenta años prestó servicios continuos a la causa del rey en esa región sudamericana y contribuyó a fundar muchas ciudades.
Salvo la función de gobernador, Mejía de Mirabal ocupó casi todos los cargos administrativos, inclusive teniente de gobernador, regidor y capitán general.

## Diferencias en su nombre
Su nombre aparece escrito de diferentes maneras, “Mexía”, “Miraval”, con o sin la preposición “de” antepuesta y/o intermedia. A veces reemplazada por “y”, y varias  veces combinando las diversas posibilidades, por ejemplo: Hernán de Mexía y Miraval. De esto se deduce que no habría recibido una particular educación, lo que no era poco habitual en su tiempo.

## Biografía

### Hidalgo, pero pobre
Concluida la reconquista española hacía apenas cuarenta años, residía en Andalucía una reducida alta nobleza titulada, riquísima y vinculada estrecha y familiarmente a la corona. Por otro lado, existía un inmenso número de hidalgos pobres, hijos y descendientes de los muchos guerreros que participaron en la conquista del Reino de Granada.
Mejía de Mirabal era hidalgo, o sea noble, que según la tradición medieval no era necesariamente un privilegio sino un oficio hereditario: el de hidalgo pobre educado para la guerra. Es por este motivo que los conquistadores solicitaron reiteradamente, y también el mismo Mejía de Mirabal, “mercedes con las que sustentar su nobleza”, pues no se trataba de soldados rentados de un ejército nacional. Por el contrario, abundaron casos como este, tal como el de Domingo Martínez de Irala, o los bandos pregonados en Asunción por orden de Juan de Garay, convocando a sus habitantes para concurrir voluntariamente a la fundación de Buenos Aires, todo a costa de los caudales individuales de los expedicionarios, pues no eran aún ejércitos nacionales rentados.
Mejía de Mirabal fue el primer vecino, no de una sino de múltiples fundaciones: El Barco y sus diversas mudanzas, incluyendo Santiago del Estero, Córdoba de Calchaquí, Cañete, San Miguel de Tucumán, Córdoba de la Nueva Andalucía y Nuestra Señora de Talavera. No obstante, no se benefició de la concesión de una encomienda de indígenas o del otorgamiento de mercedes de tierras o pagos, pues él ya era hidalgo de sangre.

### Su llegada al Perú
Concluida la reconquista española en la península ibérica, América se presentaba como el escenario ideal para que un hidalgo pobre y educado para la guerra pudiese servir a su rey. Hernán Mejía de Mirabal marchó entonces a las Indias con sus hermanos siendo aún muy joven pues, con tan sólo quince años de edad, se encontraba ya en Panamá a la llegada del licenciado Pedro de la Gasca, enviado por la Corona castellana en 1546 para poner fin al alzamiento de Gonzalo Pizarro en el Perú.
Con tan corta edad se enroló en las tropas de La Gasca, quien había sido designado presidente de la Real Audiencia de Lima con amplias facultades de gobierno y reunía una importante flota para dirigirse hacia el virreinato del Perú. Tras una travesía por aguas del Pacífico hasta Ecuador y de allí en adelante una penosa marcha por tierra, organizó una gran fuerza conformada por cuatrocientos caballeros, quinientos peones y setecientos arcabuceros. Con semejante ejército, nunca visto hasta entonces en América, arrolló a las huestes de Pizarro en la batalla de Jaquijahuana, próxima a Cuzco, el 9 de abril de 1548.
Tras imponerse militarmente, La Gasca inició un profundo proceso de reorganización administrativa. Primeramente efectuó el reparto de Guaynarima en la que se otorgaron importantes encomiendas entre muchos de los combatientes y privilegiando marcadamente a los capitanes, pues La Gasca aspiraba a crear una poderosa aristocracia virreinal como soporte local de la corona. Mejía de Mirabal, quizás por su corta edad, estuvo entre los muchos que nada recibieron, lo que provocó mucho descontento y algunas tensiones.
Fue entonces que La Gasca dispuso la fundación de nuevas ciudades para neutralizar ese descontento y a la vez restaurar la paz definitiva, dispersando a los muchos hombres de armas que se encontraban concentrados en el Perú después de las guerras civiles. Así nace Nuestra Señora de la Paz, hoy sede del gobierno de Bolivia, tercera fundación castellana en el Alto Perú después de La Plata o Charcas (1538) y Potosí (1545). El nombre elegido conmemoraba la restauración de la paz tras la guerra civil. Esta ciudad quedó como un punto intermedio estratégico en el trayecto de casi mil kilómetros entre Cuzco y Potosí, donde en 1545 acababan de descubrirse los riquísimos yacimientos de plata en el cerro Rico.
Otras expediciones de conquista y de población marcharon hacia los confines del virreinato, a zonas todavía inexploradas en la región selvática del norte peruano, y hacia el Sur, a Chile y el Tucumán.

### Entrada al Tucumán
La entrada a la región del Tukmán o Tucumán constituía una prioridad para La Gasca, quien visualizó la conveniencia de la utilización del camino del Río de la Plata, como eficaz medio para evitar las dificultades que ofrecía el viaje al Perú a través del istmo centroamericano.
Para ello debía ser dominado el Tucumán, y ello era funcional a su cometido de descongestionar el Perú de gente de armas, y a la vez satisfacer a aquellos que no habían sido beneficiados en el reparto de Guaynarima. Consecuentemente designó a Juan Núñez de Prado encomendándole tal misión. Este capitán se avecindaba en el Alto Perú, en la ciudad de Charcas, próxima a Potosí. La Gasca le encomendó la entrada al Tucumán, a su exclusiva costa, para lo que debió involucrar económicamente su patrimonio. Reunió ochenta y cuatro voluntarios entre quienes se encontraría Hernán Mejía de Mirabal, quien contribuyó con su accionar y aportando bienes de su hacienda.
Camino al Tucumán, debieron combatir a los belicosos indígenas de la Quebrada de Humahuaca, y pasaron a los Valles Calchaquíes, para luego buscar las llanuras orientales. El 29 de junio de 1550, quedó fundada la ciudad de El Barco en honor de La Gasca, nacido en El Barco de Ávila.
Esta ciudad fue movida de asiento, no una sino dos veces, en 1551 y en 1552. Son las conocidas como Barco II, en los valles Calchaquíes y Barco III, en los Juríes, un emplazamiento situado en las cercanías de donde hoy se yergue la ciudad de Santiago del Estero, traslados en los cuales estuvo siempre presente Mejía de Mirabal.

### Problemas de jurisdicción
Al tiempo que se le encargaba al capitán Núñez de Prado la conquista del Tucumán, se le encomendó a Pedro de Valdivia la de Chile. Valdivia participaba de esa psicología señorial y feudal, expansiva y centrífuga que caracterizó a los primeros conquistadores de América del Sur. Coincidía con la hipótesis de La Gasca de buscar una mejor salida a Europa a través del Río de la Plata, pero para ello entendía que debía erigirse una sola gobernación, desde el océano Pacífico al Atlántico. Contrariamente, el espíritu original de la corona era subdividir los Reinos de Indias ubicados al sur del Ecuador y que surgía de los criterios con que se firmaran las capitulaciones suscriptas con Pizarro, Almagro, Mendoza y Sotomayor.
Por lo tanto el Tucumán se constituía en un escollo para el criterio expansivo de Valdivia. Fue por esto que el capitán Francisco de Aguirre, a las órdenes de Pedro de Valdivia y de su política, argumentando que aquellos territorios correspondían a la jurisdicción de Chile, depuso a Núñez de Prado y lo envió preso a Chile. Una vez que hubo tomado posesión Aguirre, la ciudad fue nuevamente mudada y rebautizada como “Santiago del Estero del Nuevo Maestrazgo”. Esta es la ciudad argentina conocida actualmente como Santiago del Estero, la primera fundación hispánica existente aún en nuestros días en el actual territorio de la República Argentina. Quienes acompañaban a Aguirre, sumados a algunos que habían llegado con Juan Núñez de Prado, entre ellos Hernán Mejía de Mirabal, se constituyeron en los primeros vecinos que fundaron la ciudad de Santiago del Estero, cabezas de las familias criollas más antiguas de Argentina.
La nueva fundación no fue aceptada por los pueblos preexistentes. Previendo un inminente ataque de los naturales, Mejía de Mirabal participó con el capitán Juan Vázquez en una entrada preventiva al pueblo de Meaja, que culminó en la derrota de los aborígenes que debieron someterse a los conquistadores castellanos.
La disputa jurisdiccional entre Chile y el Tucumán no fue fácilmente resuelta. Quienes llegaron con Núñez de Prado no aceptaron someterse a un lejano gobierno trasandino sino a ser autónomos en su propia jurisdicción, el Tucumán, de la cual entendían que su ciudad debía ser cabecera. Mientras España peninsular entraba de lleno en el modernismo, en América aún sobrevivían conceptos feudales atomizadores. En consecuencia, en septiembre de 1557 una asonada pretendió designar gobernador nuevamente a Juan Núñez de Prado. La revuelta fracasó y el movimiento separatista fue sofocado. Los sediciosos fueron apresados y a Mejía de Mirabal le fue confiada la custodia de los prisioneros para conducirlos a Chile donde fueron juzgados.

### Las guerras calchaquíes
La Real Audiencia, sin embargo, falló a favor de los seguidores de Núñez de Prado y de la creación de la Gobernación del Tucumán. Al frente de esta fue designado Juan Pérez de Zurita, quien se hizo cargo del gobierno con mano de hierro. Su designación coincidió con un alzamiento generalizado de los aborígenes de los Valles Calchaquíes, pueblos diaguitas que participaban del mundo cultural andino, con un alto grado de organización social y habitantes de núcleos urbanos precolombinos. Al frente de este alzamiento se encontraba el cacique omaguaca Juan Calchaquí. Mejía de Mirabal demostró con su accionar que, a pesar de los reiterados cambios políticos de esos tiempos, se sometió leal y estrictamente a las decisiones de la autoridad real o de sus legítimos representantes, y acató la designación del nuevo gobernador. En consecuencia, participó activamente de las cruentas guerras calchaquíes, ya como capitán de las fuerzas castellanas del gobernador Pérez de Zurita.
En tal carácter le fue encomendado la exploración de los valles próximos a Londres (hoy provincia de Catamarca) buscando el lugar adecuado para establecer una nueva fundación desde la cual contrarrestar el alzamiento indígena. En estas exploraciones, junto a Julián Sedeño, sostuvo un enfrentamiento con los naturales en el cual logró tomar prisionero al cacique Chumbicha, hermano de Juan Calchaquí. Esta circunstancia permitió la pacificación de la región y la posterior fundación de Córdoba de Calchaquí en 1559, en la que intervino, siendo designado uno de sus primeros regidores.
Como la hostilidad de diversas parcialidades indígenas contra la ciudad de Santiago del Estero no cesaron, en 1560 Pérez de Zurita encabezó una entrada punitiva a las ciénagas del río Salado, en la que Mejía de Mirabal resultó herido.

### Nuevas fundaciones
La actividad colonizadora de Hernán Mejía de Mirabal fue incesante. En 1560 asistió a la fundación de Cañete, ciudad que con Córdoba de Calchaquí y Londres constituyeron el cinturón defensivo de Santiago del Estero. Cañete se encontraba asentada en el primitivo emplazamiento de El Barco I, pero no perduró, como tampoco perduraron ni Londres ni Córdoba de Calchaquí.
Cinco años más tarde se encontró también presente en la fundación de San Miguel de Tucumán llevada a cabo por Diego de Villarroel, insistiendo en el antiguo asentamiento de El Barco I y Cañete. El 15 de agosto de 1567 estuvo presente también en la fundación de Nuestra Señora de Talavera.
En 1572 fue colaborador cercano del gobernador del Tucumán, Jerónimo Luis de Cabrera, participando como uno de sus capitanes en la entrada que éste realizó a los comechingones. En 1573 asistió a la fundación de Córdoba, de la que fue el primer alcalde.
En 1579 volvió nuevamente a Santiago del Estero, por aquel entonces cabecera de la gobernación y la ciudad española más importante de toda la región. En ese año fue designado corregidor de la ciudad, o sea justicia mayor y lugarteniente de capitán general, con plenos derechos de administración de justicia y mando de las fuerzas militares.

### El "Mesón de Fierro" en Campo del Cielo
En julio de 1575, el gobernador Gonzalo de Abreu y Figueroa le envió a explorar la zona de Otumpa, en el Chaco Austral, región de planicie boscosa que se extiende alrededor del deslinde entre las actuales provincias de Chaco y Santiago del Estero. El objetivo era encontrar el Mesón de Fierro, una presunta mina de hierro de donde los aborígenes obtenían el metal para confeccionar las puntas de sus lanzas y flechas.
Mejía de Mirabal organizó una partida en la que fue acompañado por ocho soldados. En el trayecto se enfrentó con un grupo de chiriguanos errantes, “yndios chiringuanales que comían carne humana”, como él mismo relataría en 1584, a los que condujo a la ciudad. Finalmente, y tras una penosa marcha, arribó al lugar en el que descubrió una gran roca de color grisáceo, que supuso era de plata, cuyo peso estimó en veintitrés toneladas, y de la cual extrajo muestras.
En realidad, se trataba de un inmenso meteorito de material ferroso caído hace alrededor de cuatro o cinco mil años. Toda la región está sembrada de estos meteoritos y el lugar, ubicado entre el sudoeste de la actual provincia de Chaco y su límite con la de Santiago del Estero, en la actual Argentina, se denomina Campo del Cielo.

### Defensa de San Miguel de Tucumán
En 1578, hubo un feroz ataque masivo de naturales diaguitas, olcos y juríes contra la ciudad de San Miguel del Tucumán. La decisión y rapidez de Mejía de Mirabal salvó a la ciudad de una completa destrucción y de la muerte de sus habitantes.
Mientras estaban cercados, llegó a Santiago del Estero la noticia del ataque y el capitán Mejía de Mirabal, en una hora reunió a treinta hombres dispuestos a socorrerla. En un día y una noche recorrió velozmente las 25 leguas de distancia que separaban con Tucumán y pudo auxiliar con todo éxito a Gaspar de Medina y su gente.

### Desterrado por Lerma
En 1580, fue depuesto Abreu, y el nuevo gobernador Hernando de Lerma le confiscó sus bienes y lo desterró. Mejía Mirabal se retiró a La Plata, por entonces sede de la Audiencia de Charcas.
Luego regresó a Santiago del Estero en 1586 durante el gobierno de Juan Ramírez de Velasco. En 1589 ejerció como Teniente de gobernador de Córdoba.

### Misión a España
En 1590, Mejía de Miraval fue enviado a España, vía Lima-Panamá, como procurador de las ciudades de Santiago del Estero, San Miguel de Tucumán, Córdoba y Talavera. Sus representantes le habían encomendado gestionar ante el rey una serie de beneficios, como ser encomiendas por cuatro vidas, mercedes, autorización para comprar negros del Brasil y utilizarlos en lugar de los aborígenes. Para el gobernador Ramírez de Velasco gestionó el título de adelantado y gobernador de todas las tierras existentes hasta el Estrecho de Magallanes. Solicitó para sí mismo el título perpetuo de mariscal general de la gobernación, como también el derecho a ocupar el cargo de gobernador del Tucumán cuando faltase el titular.
Por su parte, el cabildo de Córdoba solicitaba la unificación judicial del Tucumán, Chile, Río de la Plata y Patagonia, fechado 6 de diciembre de 1589. Esta propuesta refleja la postura que la corona había sostenido al crear la gobernación de la Nueva Andalucía, y que posteriormente La Gasca juzgase pertinente. También Valdivia lo había pretendido y ahora eran los cabildantes cordobeses quienes lo solicitaban formalmente con el agregado de la "Trapalanda", las tierras patagónicas al sur del paralelo de 35.ºS, que los castellanos nunca pudieron sojuzgar sino nominalmente.

### Fallecimiento
Se sabe que falleció en los últimos años del siglo XVI, aunque no hay acuerdo acerca del sitio específico de su muerte, que podría haber sido en Córdoba de la Nueva Andalucía alrededor del año 1592 o 1593.
Otras fuentes presumen que ocurrió en Sevilla, a donde marchó para resolver asuntos pendientes, entre ellos su testamento. Otros creen que falleció en tierra firme, en las costas del Mar Caribe, de regreso al Tucumán. En este caso quizás también se lo esté confundiendo con su nombrado sobrino.
Otra versión de su yerno, Francisco de Argañaraz, informó que su suegro había fallecido en Madrid mientras efectuaba esos trámites.

## Personalidad
Hernán Mejía de Mirabal e destacó por su austeridad, valentía, lealtad y obediencia a la autoridad, salvo en la época del arbitrario Lerma, en el que tuvo que emigrar al Perú como otros tantos perseguidos. Fue consejero y guía de los gobernadores Juan Núñez de Prado, Francisco de Aguirre, Juan Pérez de Zurita, Diego Pacheco, Gregorio de Castañeda, Gonzalo de Abreu y Figueroa, Jerónimo Luis de Cabrera y Juan Ramírez de Velasco.
Ningún conquistador del Tucumán puede presentar mejor probanza de méritos y servicios que él.

## Matrimonio y descendencia

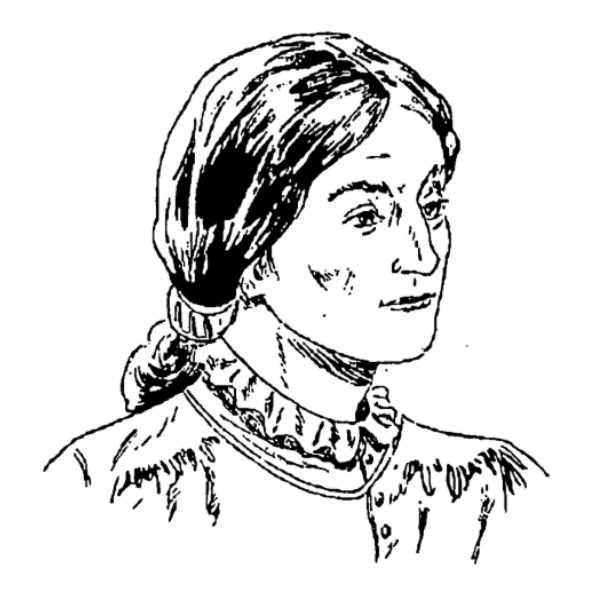
Isabel de Salazar

Se destaca su concubinato con una indígena llamada María y luego tuvo un matrimonio formal con una española noble:
- 1) - Hacia 1556, Mejía de Mirabal se casó formalmente con la española Isabel de Salazar, que era una joven a quien los araucanos mataron a sus padres en Chile cuando ella tenía diez años y la raptaron. Liberada luego de un largo cautiverio, ella fue una de las nueve doncellas españolas huérfanas que trajeron desde Chile Gaspar de Medina y su esposa con el objeto de casarlas con conquistadores.

De este único matrimonio nacieron tres mujeres y un varón:
- Clara Leonor: se casó con el capitán Tristán de Tejeda. De este matrimonio nacieron cuatro varones  y tres mujeres, todos casados con otros tantos hijos de conquistadores. Entre ellos se destaca Leonor de Tejeda, que al enviudar fundó en 1613 el primer convento de monjas del Tucumán.
- Bernardina: se casó con el capitán Francisco de Argañaraz y Murguía que fue el fundador de San Salvador de Jujuy en 1593. De ellos nacieron varios hijos, entre ellos Francisco de Argañaráz y Murguía (h), que fue capitán, justicia mayor y procurador de Santiago del Estero en 1728. De ellos descendieron ilustres familias, entre ellos Sánchez de Bustamante, González Araujo, Tezanos Pinto, el general Martín Miguel de Güemes y el presidente argentino José Evaristo de Uriburu.
- Ana: casada con el capitán Alonso de Cámara.
- Hernando: fue fraile y levantó el primer convento establecido en territorio argentino.

Una vez viuda, Isabel de Salazar se enlazaría en segundas nupcias con el general Alonso de Vera y Aragón y Calderón "el Cara de Perro" pero no le daría descendencia.

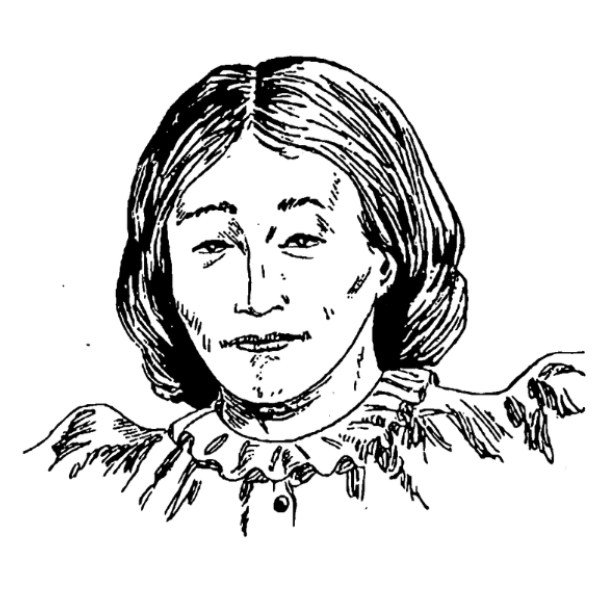
María Mexía o María Mancho

- María Mexía o María Mancho2) - En una relación prematrimonial en 1553 con una aborigen bautizada con el nombre de María, la hija del cacique de una de las tribus de los juríes, señor del Mancho —actual provincia de Santiago del Estero— que se la habría entregado al capitán Hernán Mejía de Mirabal. Aparentemente, y para entonces, los pueblos de aborígenes tenían como práctica el ofrecer sus mujeres a los conquistadores en prueba de amistad o de alianzas, o bien para establecer una convivencia pacífica. En el testamento que medio siglo después hiciera María del Mancho o María de Mejía, manifestó que tuvo con el conquistador una amorosa relación larga y fructífera de más de quince años. De esa unión nacieron cuatro hijos (tres mujeres y un varón) que vendrían a ser la primera generación de criollos en la actual República Argentina.

Cuando debió separarse de su mujer indígena para casarse con una española, la casó con otro español y a sus hijas mestizas habidas con ella. Mejía las llevó al Perú para educarlas como españolas y para casarlas allí. El conquistador reconoció formalmente a esos hijos extramatrimoniales asumiendo sus responsabilidades paternas y deberes de su crianza.
De una de sus hijas con María, desciende el general Román Antonio Deheza (1791 - 1850), soldado de la independencia, del ejército Libertador de Chile y de Perú, y que fue gobernador de la provincia de Santiago del Estero.